# Industrias Metalúrgicas Pescarmona
A IMPSA é uma empresa centenária dedicada ao fornecimento de soluções integradas para a geração de energia elétrica, a partir de recursos renováveis, equipamentos para a indústria de processos e serviços ambientais.
O cumprimento destes objetivos é realizado através das seguintes unidades de negócios: IMPSA Hydro, IMPSA Wind e IMPSA Energy que fornecem soluções integradas para a geração sustentável de eletricidade. A IMPSA Process, proporciona equipamentos para a indústria de processos, já a IMPSA Serviços Ambientais é dedicada à gestão de resíduos e do seu tratamento.
A IMPSA pertence à Corporação IMPSA, sociedade holding dedicada à provisão de bens e serviços, entre os quais estão incluídos: seguros, vinícolas e vinhedos, logística, sistemas de seguimientos de satélite e sistemas de automação e comunicações.
A IMPSA possui cinco centros de produção no Brasil, Argentina e Malásia, além de uma importante presença mundial.

## Unidades de negócios
- IMPSA Hydro está dedicada a produzir soluções integradas para a conversão da energia da água em eletricidade. Possui e melhora permanentemente a tecnologia necessária para a concepção, projeto, produção, construção, transporte, montagem e star-up de aproveitamentos hidrelétricos. Possui o contrato para o fornecimento de 10 turbinas Kaplan de 235 MW, as de maior potencia do mundo para a central Tocoma, na Venezuela.

- IMPSA Wind é a unidade de negócios que projeta, produz e comercializa equipamentos de geração eólica de alta potência e fornece parques eólicos em condições EPC. É a única na América Latina com tecnologia própria que produz este tipo de unidades.

- IMPSA Energy dedica-se ao desenvolvimento de projetos de geração de energia elétrica a partir de recursos renováveis. Através dela, a IMPSA realiza a concepção, projeto, engenharia financeira, construção, operação e manutenção de aproveitamentos hidrelétricos e parques eólicos.

- IMPSA Process fornece soluções de engenharia, equipamentos, sistemas e serviços para as indústrias de Petróleo e Gás (Downstream), Petroquímica, Química e Fertilizantes.